# دوريفال توماس
دوريفال توماس هو لاعب كرة قدم برازيلي في مركز الدفاع، ولد في 6 أبريل 1976 في Terra Roxa, São Paulo ‏ في البرازيل. لعب مع إشتوريل برايا وستاد لافال ونادي أولهانينسي ونادي أونياو دا ماديرا.

## وصلات خارجية
- دوريفال توماس على موقع رابطة كرة القدم الفرنسية للمحترفين (الإنجليزية)
- دوريفال توماس على موقع قاعدة بيانات كرة القدم.إي يو (الإنجليزية)
- دوريفال توماس على موقع Soccerway.com (الإنجليزية)
- دوريفال توماس على موقع عالم كرة القدم.نت (الإنجليزية)
- دوريفال توماس على موقع GSA (الإنجليزية)